# Alice Munro
Alice Munro   (Wingham, 10 de juliol de 1931 - Port Hope, 13 de maig de 2024), de naixement Alice Ann Laidlaw, fou una escriptora de contes canadenca que escrivia en anglès. Va rebre el Premi Nobel de Literatura del 2013 i el Premi Booker del 2009.
La ficció dels contes de Munro se situa al seu país natal del comtat d'Huron (Canadà), al sud-oest de la província canadenca d'Ontario. Les seves "accessibles i commovedores històries" exploren les complexitats humanes amb un estil aparentment fàcil, sense esforç. La seva obra ha fet de Munro "una dels nostres [canadencs] més grans escriptors de ficció contemporanis" o, com diu Cynthia Ozick, "la nostra Txékhov". El 2013, Munro rebé el Premi Nobel de Literatura per la seva obra com a "mestra del conte modern".

## Infància i adolescència
Alice Munro va començar a anar a l'escola el 1937 a la Lower Town School i hi va passar dos anys, completant els graus primer i tercer. Era un indret dur.
Als onze anys, el 1942, Alice ja era lectora. Ha escrit sobre el seu primer entusiasme per Lucy Maud Montgomery i per la Història Infantil d'Anglaterra de Dickens, i llavors també havia descobert els Idilios del Rei de Tennyson. També, a través de les seves passejades d'anada i tornada a l'escola i altres propers a la granja, havia començat a veure's a si mateixa com a “diferent, i diferent en allò que jo considerava una manera favorable”, ha dit. En aquesta diferència hi ha el començament de Munro com a escriptora.
L'estiu del 1943, just quan Munro feia dotze anys, un fet destacat de la seva vida es va fer evident: Anne Chamney Laidlaw (la seva mare) mostrava els símptomes avançats de la malaltia de Parkinson. Alhora, el negoci de pelleteria del seu pare havia començat a trontollar; finalment el tancaria i acceptaria una feina al torn de nit de la fosa local.
Parlant d'aquesta època, ella va dir:
“La falta de diners i la malaltia de la meva mare, que va arribar alhora, va ser força dolenta. Però en l'adolescència em vaig protegir molt, vaig ser ambiciosa i moltes vegades vaig ser força feliç. Però ho ignorava. Ho sabia, però no volia tacar-me amb la tragèdia. No volia viure en una tragèdia”.
A causa de la situació a casa –que els seus amics i la comunitat comprenien– no va tenir molta vida social i també va establir inequívocament la seva excel·lència acadèmica. Va ser la millor alumna de la promoció de 1949 i també va rebre una beca per a dos anys a la Universitat d'Ontario Occidental a Londres, ja que era l'alumna amb la millor nota en anglès de totes les que s'hi van presentar.
Tot i això, a mesura que la malaltia de la seva mare avançava, el paper d'Alice a la família va canviar. Es va fer càrrec de les tasques domèstiques -netejar i cuinar, cuidar el seu germà i la seva germana- i va viure cada vegada més dins de la seva pròpia imaginació, fent passejades, reflexionant.

## Vida i obra
Alice Ann Laidlaw nasqué el 10 de juliol del 1931 a Wingham (Canadà), filla d'un criador de guineus i visons per a la producció de pells, i d'una mestra d'escola. Alice va iniciar-se com a escriptora quan era una adolescent, i va publicar la seva primera història, The Dimensions of a Shadow, el 1950, mentre estudiava filologia anglesa i periodisme a la Universitat Occidental d'Ontario, amb una beca de dos anys. En aquesta època, Alice va treballar de cambrera, venedora de tabac i auxiliar bibliotecària. El 1951, ja llicenciada, va deixar la universitat per casar-se amb el seu company d'estudis James Munro, i es van traslladar a West Vancouver (Colúmbia britànica), on ell va trobar feina en uns grans magatzems. Allà van néixer les seves tres primeres filles, Sheila (1953), Catherine (1955), que morí tanmateix a les 15 hores de vida, i Jenny (1957). El 1963, la família es va traslladar a Victoria (Colúmbia britànica), on van obrir la llibreria Munro's Books, que encara existeix. El 1966, nasqué la seva filla petita, Andrea.
El primer recull de contes de Munro que va tenir èxit fou Dance of the Happy Shades (1968), que va guanyar el premi del Governador General, el premi literari més important del Canadà. A aquest primer èxit, va seguir el de Lives of Girls and Women (1971), una col·lecció d'històries entrellaçades que de vegades ha estat qualificada erròniament de novel·la.
Alice i James Munro es divorciaren el 1972, i ella va tornar a Ontario per ser escriptora resident a la Universitat de l'Oest d'Ontario, on el 1976 rebé el doctorat honoris causa. El mateix any 1976, Alice Munro es va casar amb Gerald Fremlin, un cartògraf i geògraf que havia conegut a la universitat, i es van instal·lar en una granja als afores de Clinton (Ontario), i després en una casa dins de la ciutat, on encara segueix vivint ella.
El 1978, Alice Munro va guanyar el seu segon premi del Governador General per la col·lecció de relats entrellaçats Who Do You Think You Are?, que als Estats Units es publicà amb el títol The Beggar Maid: Stories of Flo and Rose. Entre el 1979 i el 1982, va viatjar per Austràlia, Xina i Escandinàvia. El 1980, fou nomenada escriptora resident alhora en dues universitats, la Universitat de la Colúmbia britànica, al Canadà, i la Universitat de Queensland, a Austràlia. Durant les dècades del 1980 i del 1990, va publicar una col·lecció de contes cada quatre anys, aproximadament.
El 2002, la seva filla gran, Sheila Munro, publicà unes memòries d'infància que va titular Lives of Mothers and Daughters: Growing Up With Alice Munro. El seu conte The Bear Came Over the Mountain fou adaptat al cinema; Sarah Polley va dirigir la pel·lícula amb el títol Away from Her (Lluny d'ella), que van protagonitzar Julie Christie i Gordon Pinsent; es va estrenar al Toronto International Film Festival del 2006 i fou nominada a l'Oscar al millor guió adaptat el 2007, però fou derrotada per No Country for Old Men, dels Germans Coen.
Els contes de Munro han aparegut sovint en publicacions com ara The New Yorker, The Atlantic, Grand Street, Mademoiselle i The Paris Review. En entrevistes promocionals del seu recull The View from Castle Rock, el 2006, quan tenia 75 anys, Munro va comentar que ja no podria publicar cap més sèrie de relats. Tot i així, l'agost del 2009 encara va treure una nova obra, Too Much Happiness. En una compareixença a Toronto, l'octubre del 2009, Munro va explicar que estava rebent tractament contra el càncer i per a una insuficiència cardíaca que l'obligaria a sotmetre's a una operació coronària.
Gerald Fremlin, el seu segon espòs, va morir el 17 d'abril del 2013, a l'edat de 88 anys.
El 10 d'octubre del 2013, Alice Munro fou guardonada amb el Premi Nobel de Literatura, per ser "mestra del conte contemporani". És la primera persona canadenca que guanya el Premi Nobel de Literatura.
No es pot oblidar com va protegir el seu segon espòs de l'acusació d'abús sexual que durant anys va cometre amb la seva fillastra Andrea Munro, tema que la va inspirar en els seus escrits. Veure New York Review of Books Vol LXXI Nr. 19 pg 40

## Escrits
Alice Munro publica versions variades de les seves històries, de vegades en un curt espai de temps. Els seus treballs Save the Reaper i Passion van sortir en dues versions diferents el mateix any, el 1998 i 2004, respectivament. A l'altre extrem de l'escala, dues històries van ser republicades en una versió variant uns 30 anys després, Home (1974/2006) i Wood (1980/2009). Ann Close i Lisa Dickler Awano van informar el 2006 que Munro no havia volgut tornar a llegir les galerades de Runaway (2004): "No, perquè reescriuré les històries".
En la seva contribució al simposi, una apreciació d'Alice Munro diuen que de la seva història Powers, per exemple, Munro va fer vuit versions en total. Variants de secció de Wood. Awano escriu que Wood és un bon exemple de com Munro, sent "un autoeditor incansable", reescriu i revisa una història, en aquest cas tornant-hi per una segona publicació gairebé trenta anys després. En aquest cas, diu Awano, Munro va revisar caracteritzacions, temes i perspectives, així com síl·labes rítmiques, una conjunció o un signe de puntuació. Els personatges canvien també. Infirint des de la perspectiva que prenen les coses, són de mitjana edat el 1980 i més grans el 2009. Awano percep un lirisme elevat provocat per la precisió poètica de la revisió realitzada per l'autora.
La versió 2009 es compon de vuit seccions en lloc de tres el 1980, i té un nou final. Awano escriu que Munro literalment "reacaba" la primera versió de la història, amb una ambigüitat que és característica de les terminacions de Munro, i que l'autora reimagina les seves històries al llarg del seu treball de diverses maneres. Diverses històries van ser reeditades amb una variació considerable quant a quin contingut pertany a cada secció. Això es pot veure, per exemple, a Inici, El progrés de l'amor, Què vols saber?, Els nens es queden, Salva al segador, L'ós va arribar a la muntanya, Passion, The View From Castle Rock, Wenlock Edge i Deep -Holes.
Els personatges de les seues noveles, sovint abandonen les tasques del camp per viure experiències de la població intel·lectual i creativa de la ciutat. Aquests protagonistes descobreixen que han estat atrapats en un entorn no desitjat i en la vida següent senten la necessitat de alliberar-se.
No obstant això, els temes i els personatges de la ficció de Munro (l’atracció per el món creatiu, el rebuig bohemi de l’anonimat, el conservadorisme, la negació a les definicions de femenitat i la complexitat de la sexualitat femenina) no són soles els atributs que fan que les obres d’Alice Munro siguen destacades.

## Semblances amb altres escriptors/es
L’estil d’Alice Munro ha estat relacionat amb el d’Anton Txékhov. S'assembla al mestre rus en diferents aspectes.
Esta admirada per les relacions d’amor i al mateix temps, pel treball i té una gran fixació amb el temps. Es relata la mateixa eina psicológica per a que resulte elevada l’energia que et contagien les seues obres.
En l’univers fictici de Munro com el de Chekov, la trama és secundària: tot es basa en el moment, el detall concís i significatiu.
Tanmateix, també trobem semblances al estil de Margaret Atwood, amb la connexió que dues autores mantenen amb la terra, amb els canvis i colors del món natural.

## Estil
Moltes de les històries de Munro estan ambientades al comtat d'Huron (Canadà). Aquest fort localisme és una de les característiques més significatives de la seva ficció. Una altra d'aquestes característiques és la presència omniscient del narrador, que serveix per donar un sentit al món que crea. Molts comparen les localitzacions de Munro en pobles petits amb el que fan els escriptors del sud dels Estats Units. Igual que en les obres de William Faulkner i de Flannery O'Connor, els seus personatges sovint s'enfronten als costums i tradicions més arrelats, però la reacció dels personatges de Munro sol ser menys intensa que la dels seus col·legues del sud. Els seus personatges masculins tendeixen a aparèixer com un estereotip, mentre que els femenins són molt més complexos. Moltes obres de Munro, tot i no ser novel·les, exemplifiquen el gènere literari conegut com a novel·la gòtica.
L'obra de Munro s'ha comparat amb la dels grans autors de contes. En les seves històries, com en les de Txékhov, la trama és secundària i poc rellevant. Com a l'obra d'Anton Txékhov, Garan Holcombe assenyala: "Tot es basa en un moment d'epifania, d'il·luminació sobtada, el concís, subtil, revelador detall". L'obra de Munro tracta de "l'amor i la feina, i del fracàs en l'un i l'altra. Ella comparteix amb Txékhov l'obsessió pel temps i per la nostra tan lamentada incapacitat per a alentir-lo o per a preveure el seu inexorable moviment cap endavant".
Un tema freqüent en les seves obres —particularment evident en les seves primeres històries— ha estat el dilema d'una noia que arriba a l'edat de plantejar-se les seves relacions amb la família i amb el poblet on ha crescut. En la seva obra recent, com ara Hateship, Friendship, Courtship, Loveship, Marriage (2001) o Runaway (2004), ha canviat el centre d'interès cap als maldecaps de les dones soles de mitjana edat i de les més grans. Una marca del seu estil de crear els personatges és l'experiència d'una revelació que il·lumina —i hi dona sentit— un esdeveniment.
La prosa de Munro revela les ambigüitats de la vida: "irònica i seriosa al mateix temps", "consignes de pietat i d'honor i d'encès fanatisme", "coneixements tan especials com inútils", "tones d'estrident i feliç ultratge", "el mal gust, la falta de cor, i gaudir-ne". El seu estil col·loca el que és fantàstic al costat del que és vulgar i corrent, amb l'un i l'altre plans intersecant-se de manera que evoquen la vida de manera senzilla i sense esforç. Tal com ha dit Robert Thacker: "L'escriptura de Munro crea... una unió empàtica entre lectors i crítics, més que aparent entre ells. Nosaltres recreem el que ella escriu per la seva versemblança: no és el que en diríem mimesi, i... "realisme", sinó més aviat el sentiment de ser un mateix... de ser simplement un ésser humà".
Molts crítics han afirmat que els contes de Munro, sovint, tenen la profunditat emocional i literària d'una novel·la. Alguns es pregunten si Munro, en realitat, escriu contes o bé novel·les curtes. Alex Keegan dona una resposta simple: "A qui li preocupa? En molts contes de Munro hi ha molt més que en moltes novel·les".

## Obres
- - Dansa de les ombres felices (Dance of the Happy Shades, 1968)
  - Les vides de les dones, (Lives of Girls and Women, 1971)
  - Una cosa que volia contar-te, (Something I’ve Been Meaning to Tell You, 1974)
  - Qui et penses que ets? (Who Do You Think You Are? 1978)
  - Les llunes de Júpiter (The Moons of Jupiter, 1982)
  - El progrés de l’amor (The Progress of Love, 1986)
  - Amistat de joventut (Friend of My Youth, 1990)
  - Secrets a crits (Open Secrets, 1994)
  - L’amor d’una dona generosa (The Love of a Good Woman, 1998)
  - Odi, amistat, festeig, amor, matrimoni (Hateship, Friendship, Courtship, Loveship, Marriage), 2001
  - Fugida (Runaway, 2004)
  - La vista des de Castle Rock (The view from Castle Rock, 2006)
  - Massa felicitat (Too Much Happiness, 2009)
  - Estimada vida (Dear Life, 2012)

## Premis
- 1968: Governor General's Award per Dance of the Happy Shades
- 1978: Governor General's Award per Qui et creus que ets?
- 1986: Governor General's Award per El progrés de l'amor
- 1986: Premi Marian Engel
- 1995: Lannan Literary Award
- 1995: W. H. Smith Literary Award per Secrets a veus
- 1998: Premi del Cercle de Crítics Nacional del Llibre per L'amor d'una dona generosa
- 1998: Premi Giller per L'amor d'una dona generosa
- 2001: Premi Rea
- 2004: Premi Giller per Escapada
- 2005: Premi Regne de Rodona
- 2009: Premi Booker Internacional
- 2011: Premi Tempesta per Massa felicitat
- 2013: Premi Nobel de Literatura

## Antologies
- 1996: Selected Stories (després retitulat Selected Stories 1968-1994 i A Wilderness Station: Selected Stories, 1968-1994)
- 2003: No Love Lost
- 2004: Vintage Munro
- 2006: Alice Munro's Best: A Selection of Stories
- 2006: Carried Away: A Selection of Stories. Introducció de Margaret Atwood.
- 2011: New Selected Stories
- 2014: Lying Under the Apple Tree. New Selected Stories
- 2014: Tot queda a casa (Family Furnishings: Selected Stories 1995-2014)

## Relats enllaçats
- Lives of Girls and Women, 1971
- Something I've Been Meaning to Tell You, 1974
- The View from Castle Rock, 2006